# Сандела
Са́ндела (рос. Сандела) — село в Кіровському районі Ленінградської області, Росія.